# Prionomyrmex
Prionomyrmex é um gênero de insetos, pertencente a família Formicidae.

## Espécies
- Prionomyrmex janzeni
- Prionomyrmex longiceps
- Prionomyrmex macrops